# 아카쓰촌 (도치기현)
아카쓰촌(赤津村)은 도치기현의  중남부, 시모쓰가군에 속했던 촌이다.

## 역사
- 1889년 4월 1일 - 정촌제 시행에 의해 시모쓰가군 아카쓰촌이 성립하였다.
- 1955년 4월 1일 - 이에나카촌과 합병해 쓰가촌이 되었다.